# Bačkovski manastir
Bačkovski manastir (bug. Бачковски манастир,  Bachkovski manastir; gruz. პეტრიწონის მონასტერი, Petritsonis Monasteri) je drugi po veličini pravoslavni manastir u Bugarskoj. 
Ovo je stavropigijalni manastir Bugarske pravoslavne crkve. Nalazi se u južnoj Bugarskoj na planini Rodopi, oko 10 km južno od Asenovgrada, u doline rijeke Čepelarska (također poznata i kao Čaja). Bačkovski manastir je poznat i poštovan po svojim jedinstvenim kombinacijama bizantske, bugarske i gruzijske kulture, ujedinjene u pravoslavnoj vjeri.

## Povijest
Manastir je osnovan 1083. godine odlukom bizantskoga vojnoga zapovjednika gruzijskog porijekla, koji se zvao Grigorij Bakurijani te njegova brata Abazija. Nažalost do danas su sačuvana, samo dva kata kosturnica, koja se nalazi oko 300 metara od ovog manastirskog kompleksa. Kosturnica je jedinstveni povijesni objekt sadrži stare zidne slike, koje slove kao najvrednija dijela pravoslavne umjetnosti 11. – 12. stoljeća. Manastir je bio pod pokroviteljstvom bugarskog cara Ivana Aleksandra za vrijeme Drugog Bugarskog Carstva. Njegov lik se nalazi u znak zahvalnosti za njegov doprinos u obnovi zgrade. 
Kao i u mnogim drugim manastirima u Bugarskoj u Bačkovskom manastiru se također nalazi škola (11. stoljeće). Zanimljiva je činjenica da je nakon pada Bugarske pod osmansku vlast u drugoj polovini 14. stoljeća, bugarski patrijarh Evtimij poslan u izgnanstvo u Bačkovski manastir. Njegovo izgnanstvo nije ga obeshrabrilo te je sa svojim učenicima nastavio razvijati vjerske i kulturne aktivnosti iza zidina manastira.

## Vanjske poveznice
- (engl.) Galerija fotografija Bačkovskog manastira – autor fotografija: Nikola Gruev
- (engl.) Bačkovski manastir na Bulgaria.com
- (engl.) Bačkovski manastir na Bulgarianmonastery.com  Arhivirana inačica izvorne stranice od 4. ožujka 2016. (Wayback Machine)
- (engl.) Byzantine Monastic Foundation Documents. Typikon of Gregory Pakourianos for the Monastery of the Mother of God Petritzonitissa in Backovo.
- (fr.) Encyclopédie Universalis; Petritzos – članak o manastiru